# Antoni Stankiewicz
Antoni Stankiewicz (* 1. Oktober 1935 in Oleszczenice bei Wilna, Litauen; † 4. Januar 2021 in Rom) war ein polnischstämmiger Geistlicher, römisch-katholischer Kurienbischof sowie Kirchenrechtler und Dekan der Römischen Rota (2004–2012).

## Leben
Antoni Stankiewicz studierte Philosophie und Katholische Theologie am Großen Seminar in Gościków-Paradyż. Am 20. Dezember 1958 spendete ihm Wilhelm Pluta, Bischof des Bistums Landsberg an der Warthe, in Gościkowo im Kloster Paradies, die Priesterweihe. Anschließend studierte er kanonisches Recht an der Fakultät für Kirchenrecht der Akademie für Katholische Theologie in Warschau (1956/57) und an der Fakultät für Kirchenrecht der Katholischen Universität Lublin (1957–1961). In den Jahren 1961 bis 1965 war er Notar und Vizepräsident des Kirchengerichts in Gorzów und von 1965 bis 1967 Notar des Ordinariats in Gorzów.
1967 wurde er beauftragt, seine kanonistischen Studien in Rom fortzusetzen. 1970 erhielt er den Titel eines Anwalts der Römischen Rota, 1972 ein Diplom in Latein an der Päpstlichen Universität Gregoriana (Scuola Superiore di Lettere Latine) und 1975 einen Doktortitel in Zivilrecht (Dissertation: «De homicidio in iure poenali romano») in Römischem Recht an der Zivilrechtsfakultät der Päpstlichen Lateranuniversität.
Antoni Stankiewicz war ab 1969 an der Römischen Rota tätig. zunächst von 1969 bis 1978 in der Kanzlei des Gerichts. Am 14. Februar 1978 ernannte ihn Papst Paul VI. zum Richter an der Rota. Am 31. Januar 2004 wurde er von Papst Johannes Paul II. zum Dekan der Römischen Rota ernannt. Bereits ab 1984 war er Berater der Kongregation für den Klerus, ab 1988 Mitglied der Kommission für Anwälte und ab 2000 Richter am Berufungsgericht des Staates Vatikanstadt. Von 1995 bis 2000 war er Vorsitzender der Disziplinarkommission des Staates Vatikanstadt.
Er lehrte ab 1980 an der Fakultät für Kirchenrecht an der Päpstlichen Universität Gregoriana und ab 1996 an der Päpstlichen Universität vom Heiligen Kreuz, später auch an der Urbaniana.
Am 15. November 2006 wurde er durch Papst Benedikt XVI. zum Titularbischof von Nova Petra ernannt. Die Bischofsweihe spendete ihm Kardinalstaatssekretär Tarcisio Bertone SDB am 16. Dezember desselben Jahres im Petersdom in Rom; Mitkonsekratoren waren James Francis Kardinal Stafford und Jean-Louis Kardinal Tauran.
2010 wurde Stankiewicz Mitglied der Kongregation für die Selig- und Heiligsprechungsprozesse und 2012 Mitglied der Apostolischen Signatur, des Obersten Gerichtshofs.
Sein aus Altersgründen vorgebrachtes Ruhestandsgesuch nahm Papst Benedikt XVI. am 22. September 2012 an; zu seinem Nachfolger wurde Pio Vito Pinto berufen. Als Richter erließ Antoni Stankiewicz in den Jahren 1978 bis 2012 in Verfahrensfällen über 260 Urteile und über 125 Dekrete sowie als Dekan über 50 (veröffentlichte) Dekrete zu Fragen der Zuständigkeit des Tribunals.

## Ehrungen und Auszeichnungen
- Ehrendoktor der Kardinal-Stefan-Wyszyński-Universität Warschau (2007)
- Großkreuz des polnischen Ordens Polonia Restituta (2015)